# Teoria zapasów
Teoria zapasów to zbiór modeli ekonomicznych związanych z magazynowaniem, zaopatrzeniem i zbytem oraz zbiór technik optymalizacyjnych i statystycznych używanych do rozwiązywania zadań wynikających z tych modeli. Teoria zapasów jest ściśle związana z teorią decyzji.